# أسروة متعددة الأشعة
أسروة متعددة الأشعة (الاسم العلمي: Aseroe multiradiata) هو نوع من الفطريات يتبع جنس الأسروة من فصيلة الفالوسية.